# Volvo 8900
Der Volvo 8900 ist ein Linienbus, den Volvo von 2011 bis 2023 produzierte. Die Karosserie des 8900 entstand bei Carrus in Breslau (Polen). Im Gegensatz zum anderen Stadtbus im Volvo-Programm, dem Volvo 7900, ist der 8900 größer und auch als Überlandbus geeignet. Der Volvo 8900 war der Nachfolger des Volvo 8500 und Volvo 8700.

## Technik und Maße
Der Volvo 8900 war in sechs unterschiedlichen Längen erhältlich:
- Volvo 8900 als Hochflurbus mit 860 mm Fußbodenhöhe und zwei Achsen
  - 12 200 mm
  - 13 000 mm
- Volvo 8900 LE als Low-Entry-Bus mit 350 mm Fußbodenhöhe vorn und zwischen den beiden Achsen
  - 12 000 mm
  - 13 000 mm
- Volvo 8900 LE Bogie als Low-Entry-Bus mit 350 mm Fußbodenhöhe von vorn bis vor die zweite Achse
  - 13 700 mm mit drei Achsen
  - 14 700 mm mit drei Achsen

Die Wagenkastenbreite aller Versionen beträgt 2550 mm und die Höhe 3300 mm. Der Volvo 8900 und 8900 LE wird vom Volvo D7E Dieselmotor mit 290 PS angetrieben. Der 8900 LE Bogie ist zusätzlich auch mit dem Volvo D9B mit 380 PS erhältlich. Das maximale Gesamtgewicht aller Versionen liegt je nach Ausstattung zwischen 18.000–25.500 kg. Optional kann der Käufer die Breite der Eingangstür (einflügelig oder zweiflügelig) festlegen oder den Linienbus mit Sicherheitsgurten ausstatten lassen.